# Natație la Jocurile Olimpice de vară din 2020 - 200 m mixt (feminin)
Proba de 200 de metri mixt feminin de la Jocurile Olimpice de vară din 2020 a avut loc în perioada 26-28 iulie 2021 la Tokyo Aquatics Centre.

## Recorduri
Înaintea acestei competiții, recordurile mondiale și olimpice erau următoarele:
| Record  | Atlet                | Timp    | Loc                      | Data          |
| ------- | -------------------- | ------- | ------------------------ | ------------- |
| Mondial | Katinka Hosszú (HUN) | 2:06,12 | Kazan, Rusia             | 3 august 2015 |
| Olimpic | Katinka Hosszú (HUN) | 2:06,58 | Rio de Janeiro, Brazilia | 9 august 2016 |

## Program
Orele sunt ora Japoniei (UTC+9) 
| Data                    | Oră   | Etapă      |
| ----------------------- | ----- | ---------- |
| Luni, 26 iulie 2021     | 19:00 | Calificări |
| Marți, 27 iulie 2021    | 11:58 | Semifinale |
| Miercuri, 28 iulie 2021 | 11:45 | Finala     |

## Rezultate

### Calificări
Sportivele cu cei mai buni 16 timpi au avansat în semifinale.
| Loc | Serie | Culoar | Înotătoare             | Țară                       | Timp    | Note |
| --- | ----- | ------ | ---------------------- | -------------------------- | ------- | ---- |
| 1   | 2     | 5      | Kate Douglass          | Statele Unite ale Americii | 2:09,16 | C    |
| 2   | 4     | 4      | Katinka Hosszú         | Ungaria                    | 2:09,70 | C    |
| 3   | 3     | 5      | Abbie Wood             | Marea Britanie             | 2:09,94 | C    |
| 3   | 4     | 5      | Alex Walsh             | Statele Unite ale Americii | 2:09,94 | C    |
| 5   | 3     | 2      | Maria Ugolkova         | Elveția                    | 2:10,04 | C    |
| 6   | 3     | 4      | Sydney Pickrem         | Canada                     | 2:10,13 | C    |
| 7   | 3     | 6      | Anastasia Gorbenko     | Israel                     | 2:10,21 | C    |
| 8   | 2     | 3      | Yu Yiting              | China                      | 2:10,22 | C    |
| 9   | 3     | 3      | Alicia Wilson          | Marea Britanie             | 2:10,39 | C    |
| 10  | 2     | 4      | Yui Ohashi             | Japonia                    | 2:10,77 | C    |
| 11  | 4     | 7      | Cyrielle Duhamel       | Franța                     | 2:11,11 | C    |
| 12  | 4     | 3      | Miho Teramura          | Japonia                    | 2:11,22 | C    |
| 13  | 2     | 2      | Ilaria Cusinato        | Italia                     | 2:11,41 | C    |
| 14  | 4     | 2      | Sara Franceschi        | Italia                     | 2:11,47 | C    |
| 15  | 4     | 6      | Kim Seo-yeong          | Coreea de Sud              | 2:11,54 | C    |
| 16  | 4     | 8      | Kristýna Horská        | Cehia                      | 2:12,21 | C    |
| 17  | 2     | 7      | Dalma Sebestyén        | Ungaria                    | 2:12,42 |      |
| 18  | 2     | 6      | Bailey Andison         | Canada                     | 2:12,52 |      |
| 19  | 4     | 1      | Ellen Walshe           | Irlanda                    | 2:13,34 |      |
| 20  | 3     | 8      | África Zamorano        | Spania                     | 2:13,81 |      |
| 21  | 3     | 7      | Fantine Lesaffre       | Franța                     | 2:14,20 |      |
| 22  | 3     | 1      | Viktoriya Zeynep Güneș | Turcia                     | 2:14,41 |      |
| 23  | 2     | 8      | Rebecca Meder          | Africa de Sud              | 2:14,79 |      |
| 24  | 1     | 5      | McKenna DeBever        | Peru                       | 2:15,86 |      |
| 25  | 2     | 1      | Diana Petkova          | Bulgaria                   | 2:16,70 |      |
| 26  | 1     | 4      | Anja Crevar            | Serbia                     | 2:17,62 |      |
| 27  | 1     | 3      | Nicole Frank           | Uruguay                    | 2:18,93 |      |

### Semifinale
Sportivele cu cei mai buni 8 timpi au avansat în finală.
| Loc | Serie | Culoar | Înotătoare         | Țară                       | Timp    | Note |
| --- | ----- | ------ | ------------------ | -------------------------- | ------- | ---- |
| 1   | 2     | 4      | Kate Douglass      | Statele Unite ale Americii | 2:09,21 | C    |
| 2   | 2     | 5      | Abbie Wood         | Marea Britanie             | 2:09,56 | C    |
| 3   | 1     | 5      | Alex Walsh         | Statele Unite ale Americii | 2:09,57 | C    |
| 4   | 1     | 6      | Yu Yiting          | China                      | 2:09,72 | C    |
| 5   | 1     | 2      | Yui Ohashi         | Japonia                    | 2:09,79 | C    |
| 6   | 1     | 3      | Sydney Pickrem     | Canada                     | 2:09,94 | C    |
| 7   | 1     | 4      | Katinka Hosszú     | Ungaria                    | 2:10,22 | C    |
| 8   | 2     | 2      | Alicia Wilson      | Marea Britanie             | 2:10,59 | C    |
| 9   | 2     | 3      | Maria Ugolkova     | Elveția                    | 2:10,65 |      |
| 10  | 2     | 6      | Anastasia Gorbenko | Israel                     | 2:10,70 |      |
| 11  | 2     | 7      | Cyrielle Duhamel   | Franța                     | 2:10,84 |      |
| 12  | 2     | 8      | Kim Seo-yeong      | Coreea de Sud              | 2:11,38 |      |
| 13  | 1     | 1      | Sara Franceschi    | Italia                     | 2:11,71 |      |
| 14  | 2     | 1      | Ilaria Cusinato    | Italia                     | 2:12,10 |      |
| 15  | 1     | 7      | Miho Teramura      | Japonia                    | 2:12,14 |      |
| 16  | 1     | 8      | Kristýna Horská    | Cehia                      | 2:12,85 |      |

### Finala
| Loc | Culoar | Înotătoare     | Țară                       | Timp    | Note |
| --- | ------ | -------------- | -------------------------- | ------- | ---- |
| 1   | 2      | Yui Ohashi     | Japonia                    | 2:08,52 |      |
| 2   | 3      | Alex Walsh     | Statele Unite ale Americii | 2:08,65 |      |
| 3   | 4      | Kate Douglass  | Statele Unite ale Americii | 2:09,04 |      |
| 4   | 5      | Abbie Wood     | Marea Britanie             | 2:09,15 |      |
| 5   | 6      | Yu Yiting      | China                      | 2:09,57 |      |
| 6   | 7      | Sydney Pickrem | Canada                     | 2:10,05 |      |
| 7   | 1      | Katinka Hosszú | Ungaria                    | 2:12,38 |      |
| 8   | 8      | Alicia Wilson  | Marea Britanie             | 2:12,86 |      |